# الملايو (شعب)
تُعتبر الملايو مجموعة إثنية أسترونيزية وأمة أصلية في شبه جزيرة ملايو وشرق سومطرة في إندونيسيا وبورنيو الساحلية، بالإضافة إلى الجزر الأصغر التي تقع بين هذه المواقع، وهي مناطق تُعرف عمومًا باسم عالم ملايو. تُعتبر هذه المواقع اليوم جزءًا من دول ماليزيا (دولة ملايو القومية) وبروناي وسنغافورة وإندونيسيا وجنوب تايلاند.
يوجد تنوع جيني ولغوي وثقافي وفني واجتماعي كبير بين مجموعات الملايو الفرعية العديدة، ويرجع ذلك أساسًا إلى مئات السنين من الهجرة واستيعاب مختلف الأعراق والقبائل الإقليمية داخل جنوب شرق آسيا البحري. ينحدر سكان الملايو تاريخيًا وبشكل رئيسي من الأسترونيزيين السابقين الناطقين بلغة الملايو والقبائل الأسترونيزية الناطقة باللغة الملاوية الذين أسسوا العديد من الدول والممالك التجارية البحرية القديمة، لا سيما بروناي، وكيدا، ولانغكاسوكا، وغانغا نيغارا، وتشي تو، وناخون سي تامارات، وباهانج، وميلايو، سريفيجايا.
أدى ظهور سلطنة ملقا في القرن الخامس عشر إلى ثورة كبرى في تاريخ الملايو، إذ كمنت أهميتها في إرثها السياسي والثقافي على المدى البعيد. يُعتقد أن المؤشرات الملاوية النهائية الشائعة -دين الإسلام، ولغة وتقاليد الملايو- قد صدرت خلال هذه الحقبة، ما أدى إلى نشأة الملايو إثنيًا باعتبارها مجموعة إثنية دينية رئيسية في المنطقة. احتذت سلطنة ملايو بالمعايير التي وضعتها ملقا في مجال الأدب والهندسة المعمارية وتقاليد الطهي والزي التقليدي وفنون الأداء وفنون الدفاع عن النفس وتقاليد البلاط الملكي. شهد العصر الذهبي لسلطنة الملايو في شبه جزيرة الملايو وسومطرة وبورنيو تأثر العديد من سكانها -لا سيما من المجتمعات القبلية المختلفة مثل الباتاقيون، وشعب الداياك، وأورانغ أسلي، وأورانغ لاوت- بالأسلمة وبالطابع الماليزي. يمتلك اليوم بعض الملاويين أسلافًا حديثين من أجزاء أخرى من جنوب شرق آسيا البحري، ويطلق عليهم اسم أناك داغانغ («التجار») والذين يتألفون في الغالب من شعب البنجر والبوقس ومينانغكاباو والأتشيهيون، بينما ينحدر البعض الآخر من مهاجرين أحدث من دول أخرى.
عُرف الماليزيون على مر تاريخهم بأنهم مجتمع تجاري ساحلي متميز بخصائص ثقافية مرنة. لقد استوعبوا وشاركوا ونقلوا العديد من السمات الثقافية للجماعات العرقية المحلية الأخرى، مثل تلك الموجودة عند المينانغ، والأتشيهيون، وإلى حد ما الثقافة الجاوية. لكن الثقافة الملاوية تختلف بكونها إسلامية بشكل علني على عكس الثقافة الجاوية متعددة الأديان. يُعد العرق الماليزي أيضًا المصدر الرئيسي للتطور الإثني الثقافي للثقافات المشابهة عند شعوب البتاوي وشعوب البنجر وملايو كيب وملايو كوكوس وملايو سريلانكا، بالإضافة إلى تطوير التجارة الماليزية ولغات الكريول مثل ملايو أمبونيز، وبابا مالايو، والبتاوية، ومانادو مالايو.

## الثقافة

### اللغة
تعد لغة الملايو إحدى اللغات الرئيسية في العالم وفي عائلة اللغات الأسترونيزية. تُستعمل الأشكال واللهجات المختلفة للغة الملايو باعتبارها لغات رسمية في بروناي وماليزيا وإندونيسيا وسنغافورة. تُستعمل لغة الملايو أيضًا في تايلاند، وجزر كوكوس، جزيرة كريسماس، وسريلانكا. يتحدث نحو 33 مليون شخص لغة الملايو في جميع أنحاء أرخبيل الملايو ويستعملها نحو 220 مليون شخص كلغة ثانية.
ينحدر أقدم شكل من أشكال لغة الملايو من لغة بروتو-مالايو البولينيزية التي يتحدث بها المستوطنون الأسترونيزيون الأوائل في جنوب شرق آسيا. تطور هذا الشكل لاحقًا إلى لغة الملايو القديمة عندما بدأت الثقافات والأديان الهندية باختراق المنطقة. احتوت لغة الملايو القديمة على بعض المصطلحات التي بقيت موجودة حتى يومنا هذا، لكنها ظلت غير مفهومة للمتحدثين الجدد، بينما يمكن التعرف على لغة الملايو الحديثة بالفعل إلى حد كبير في لغة الملايو الكلاسيكية المكتوبة، والتي يعود أقدم شكل لها إلى عام 1303. تطورت لغة الملايو على نطاق واسع لتصبح ما يُعرف بلغة الملايو الكلاسيكية وذلك من خلال التدفق التدريجي للعديد من المفردات العربية والفارسية، عندما شق الإسلام طريقه إلى المنطقة. كانت لغة الملايو الكلاسيكية في البداية مجموعة متنوعة من اللهجات، ما يعكس الأصول المتنوعة للممالك المالاوية في جنوب شرق آسيا. سادت في نهاية المطاف واحدة فقط من هذه اللهجات التي طُورت في التقليد الأدبي لسلطنة ملقا في القرن الخامس عشر.
تميز العصر الملقي بتحول لغة الملايو إلى لغة إسلامية، بطريقة مماثلة للغات العربية والفارسية ولغة الأوردو والسواحلية. اسُتخدم نص عربي معدّل يُسمى بالأبجدية الجاوية ليحل محل النص الهندي، واستوعبت اللغة بعدها المصطلحات الدينية والثقافية الإسلامية بشكل كبير، وتجاهلت العديد من الكلمات البوذية الهندوسية، وأصبحت لغة الملايو لغة الوسط الإسلامي في وضع التعليمات ونشرها في جميع أنحاء منطقة جنوب شرق آسيا. انتشرت لغة الملايو الكلاسيكية خارج العالم الناطق بلغة الملايو التقليدية في ذروة قوة ملقا في القرن الخامس عشر، وأسفرت عن نشوء لغة تواصل مشتركة سُميت بالبهاسا ملايو باسار («بازار ملايو») أو بهاسا ملايو ريندا («لغة الملايو الدنيا») على عكس لغة بهاسا ملايو تينغي (لغة الملايو العليا») في ملقا. يُعتقد عمومًا أن لغة باسار الملايو كانت لغة مبسطة، وكان التطور الأكثر أهمية هو تحويل هذه اللغة المبسطة إلى لغة كريول، ما أدى إلى نشوء العديد من اللغات الجديدة مثل لغة أمبونيز ملايو ومانادو مالايو واللغة البنتاوية.
يصف الكتّاب الأوروبيون مثل تافرنييه وتوماسين وفيرندلي في القرنين السابع عشر والثامن عشر لغة الملايو بأنها «لغة المتعلمين في جميع جزر الهند، كما اللاتينية في أوروبا»، بالإضافة إلى أنها اللغة الأكثر استخدامًا خلال الحقبة الاستعمارية البريطانية والهولندية في أرخبيل الملايو. لوحظ العكس في جزر الهند الشرقية الإسبانية، إذ أدت الرومنة الجماعية في الأرخبيل خلال السنوات الاستعمارية إلى توجيه رصاصة الرحمة للغة الملايو في الفلبين.
أصبحت لهجة سلطنة جوهر -التي خلفت سلطنة ملقا مباشرةً- اللغة المحكية المعيارية بين الماليزيين في سنغافورة وماليزيا، وشكلت الأساس الأصلي للغة الإندونيسية الموحدة.